# Songbird: Rare Tracks and Forgotten Gems
Songbird: Rare Tracks & Forgotten Gems es una caja recopilatoria de la cantante estadounidense Emmylou Harris, publicada por la compañía discográfica Rhino Records en septiembre de 2007. El contenido fue seleccionado por la propia cantante, quien comentó: «No seleccioné grandes éxitos, sino favoritos personales: aquellos, con unas pequeñas excepciones, que no han aparecido en ningún otro recopilatorio, pero eran gemas importantes en el collar de perlas que cada álbum se esfuerza por convertirse.en el collar de perlas que cada álbum se esfuerza por convertirse. También incluidos están colaboraciones especiales, temas demo y en directo inéditos, así como contribuciones a proyectos tributo».
Los dos primeros discos de la caja son una retrospectiva de la carrera de Harris, incluyendo al menos una canción de cada disco de estudio y en directo de su trayectoria. Los discos tres y cuatro consisten en colaboraciones con otros intérpretes, tributos y material inédito. En total, 13 de los 78 temas que componen el recopilatorio son inéditos. El DVD incluyó nueve videos filmados entre 1975 y 2005.

## Lista de canciones
Disco uno
| #  | Título                             | Compositor                     | Duración | Productor                      | Invitado                         | Fuente                                        | Fecha               | Referencia          |
| -- | ---------------------------------- | ------------------------------ | -------- | ------------------------------ | -------------------------------- | --------------------------------------------- | ------------------- | ------------------- |
| 1  | "Clocks" *                         | Emmylou Harris                 | 2:48     | Ray Ellis                      |                                  | Sesiones de Gliding Bird                      | c. 1970             | Versión alternativa |
| 2  | "The Angels Rejoiced Last Night"   | Charlie Louvin, Ira Louvin     | 2:23     | Gram Parsons, Jim Dickson      | Gram Parsons                     | Sleepless Nights de Gram Parsons              | 1973                |                     |
| 3  | "The Old Country Baptizing"        | Carl Story                     | 4:02     | John M. Delgatto, Marley Brant | Gram Parsons & The Fallen Angels | Live 1973 de Gram Parsons & The Fallen Angels | 13 de marzo de 1973 | En directo          |
| 4  | "Coat Of Many Colors"              | Dolly Parton                   | 3:42     | Brian Ahern                    |                                  | Pieces of the Sky                             | 1975                | [ 4 ]               |
| 5  | "For No One"                       | John Lennon, Paul McCartney    | 3:42     | Brian Ahern                    |                                  | Pieces of the Sky                             | 1975                | [ 4 ]               |
| 6  | "Ooh Las Vegas"                    | Ric Grech, Gram Parsons        | 3:43     | Brian Ahern                    |                                  | Elite Hotel                                   | 1975                | [ 5 ]               |
| 7  | "Satan's Jewel Crown"              | Tradicional                    | 3:13     | Brian Ahern                    |                                  | Elite Hotel                                   | 1975                | [ 5 ]               |
| 8  | "Tulsa Queen"                      | Rodney Crowell, Emmylou Harris | 4:47     | Brian Ahern                    |                                  | Luxury Liner                                  | 1977                | [ 6 ]               |
| 9  | "My Songbird"                      | Jesse Winchester               | 3:09     | Brian Ahern                    |                                  | Quarter Moon in a Ten Cent Town               | 1978                | [ 7 ]               |
| 10 | "Green Rolling Hills"              | Utah Phillips                  | 3:38     | Brian Ahern                    | Fayssoux Starling                | Quarter Moon in a Ten Cent Town               | 1978                | [ 7 ]               |
| 11 | "One Paper Kid"                    | Walter Martin Cowart           | 2:57     | Brian Ahern                    | Willie Nelson                    | Quarter Moon in a Ten Cent Town               | 1978                | [ 7 ]               |
| 12 | "Sorrow In The Wind"               | Jean Ritchie                   | 3:30     | Brian Ahern                    | Sharon White, Cheryl White       | Blue Kentucky Girl                            | 1979                | [ 8 ]               |
| 13 | "Rough And Rocky"                  | Charles Justice, Shoji Tabuchi | 3:52     | Brian Ahern                    |                                  | Blue Kentucky Girl                            | 1979                | [ 8 ]               |
| 14 | "Jordan"                           | Tradicional                    | 2:10     | Brian Ahern                    | Johnny Cash                      | Roses in the Snow                             | 1980                | [ 9 ]               |
| 15 | "Darkest Hour Is Just Before Dawn" | Ralph Stanley                  | 3:24     | Brian Ahern                    |                                  | Roses in the Snow                             | 1980                | [ 9 ]               |
| 16 | "Ashes By Now"                     | Rodney Crowell                 | 4:31     | Brian Ahern                    | Dr. John                         | Evangeline                                    | 1981                |                     |
| 17 | "How High The Moon"                | Nancy Hamilton, Morgan Lewis   | 3:23     | Brian Ahern                    |                                  | Evangeline                                    | 1981                |                     |
| 18 | "Spanish Johnny"                   | Paul Siebel                    | 3:50     | Brian Ahern                    | Waylon Jennings                  | Evangeline                                    | 1981                |                     |
| 19 | "The Last Cheaters Waltz"          | Sonny Thockmorton              | 5:35     | Brian Ahern                    |                                  | Cimarron                                      | 1981                |                     |
| 20 | "Racing In The Streets"            | Bruce Springsteen              | 5:32     | Brian Ahern                    |                                  | Last Date                                     | 1982                |                     |
| 21 | "Like An Old Fashioned Waltz"      | Sandy Denny                    | 3:20     | Brian Ahern                    |                                  | White Shoes                                   | 1983                | [ 10 ]              |

Disco dos
| #  | Título                        | Compositor                                        | Duración | Productor                        | Invitado                                              | Fuente                   | Fecha | Referencia |
| -- | ----------------------------- | ------------------------------------------------- | -------- | -------------------------------- | ----------------------------------------------------- | ------------------------ | ----- | ---------- |
| 1  | "The Sweetheart Of The Rodeo" | Emmylou Harris, Paul Kennerley                    | 3:40     | Emmylou Harris, Paul Kennerley   | Dolly Parton, Linda Ronstadt, Vince Gill, Gail Davies | The Ballad of Sally Rose | 1985  | [ 11 ]     |
| 2  | "When I Was Yours"            | Emmylou Harris, Paul Kennerley                    | 2:45     | Emmylou Harris, Paul Kennerley   |                                                       | Thirteen                 | 1985  |            |
| 3  | "My Father's House"           | Bruce Springsteen                                 | 4:48     | Emmylou Harris, Paul Kennerley   |                                                       | Thirteen                 | 1986  |            |
| 4  | "Bright Morning Stars"        | Public Domain                                     | 2:33     | Emory Gordy, Jr., Emmylou Harris |                                                       | Angel Band               | 1987  | [ 12 ]     |
| 5  | "When He Calls"               | Paul Kennerley                                    | 2:44     | Emory Gordy, Jr., Emmylou Harris |                                                       | Angel Band               | 1987  | [ 12 ]     |
| 6  | "Lonely Street"               | Carl Belew, W.S. Stevenson, Kenny Sowder          | 3:12     | Richard Bennett, Emmylou Harris  |                                                       | Bluebird                 | 1988  | [ 13 ]     |
| 7  | "Brand New Dance"             | Paul Kennerley                                    | 3:27     | Richard Bennett, Allen Reynolds  |                                                       | Brand New Dance          | 1990  | [ 14 ]     |
| 8  | "Get Up John"                 | Bill Monroe, Marty Stuart, Jerry Sullivan         | 3:14     | Richard Bennett, Allen Reynolds  |                                                       | At the Ryman             | 1992  | En directo |
| 9  | "If I Could Be There"         | Kieran Kane, Jamie O'Hara                         | 3:46     | Richard Bennett, Allen Reynolds  |                                                       | At the Ryman             | 1992  | En directo |
| 10 | "Ballad Of A Runaway Horse"   | Leonard Cohen                                     | 5:39     | Richard Bennett, Allen Reynolds  |                                                       | Cowgirl's Prayer         | 1993  | [ 16 ]     |
| 11 | "Going Back To Harlan"        | Anna McGarrigle                                   | 4:55     | Daniel Lanois                    |                                                       | Wrecking Ball            | 1995  | [ 17 ]     |
| 12 | "Sweet Old World"             | Lucinda Williams                                  | 5:06     | Daniel Lanois                    |                                                       | Wrecking Ball            | 1995  | [ 17 ]     |
| 13 | "All My Tears"                | Julie Miller                                      | 5:08     | Buddy Miller, Emmylou Harris     |                                                       | Spyboy                   | 1998  | En directo |
| 14 | "Prayer In Open D"            | Emmylou Harris                                    | 3:59     | Buddy Miller, Emmylou Harris     |                                                       | Spyboy                   | 1998  | En directo |
| 15 | "Bang The Drum Slowly"        | Emmylou Harris, Guy Clark                         | 4:53     | Malcolm Burn                     |                                                       | Red Dirt Girl            | 2000  | [ 19 ]     |
| 16 | "Boy From Tupelo"             | Emmylou Harris                                    | 3:49     | Malcolm Burn                     |                                                       | Red Dirt Girl            | 2000  | [ 19 ]     |
| 17 | "Lost Unto This World"        | Emmylou Harris, Daniel Lanois                     | 4:35     | Malcolm Burn                     |                                                       | Stumble into Grace       | 2003  | [ 20 ]     |
| 18 | "Man Is An Island"            | Kate McGarrigle, Anna McGarrigle, Jane McGarrigle | 4:45     | Brian Ahern                      |                                                       | Light of the Stable      | 2004  | [ 21 ]     |
| 19 | "Cup Of Kindness"             | Emmylou Harris                                    | 3:54     | Malcolm Burn                     |                                                       | Stumble into Grace       | 2003  | [ 20 ]     |

Disco tres
| #  | Título                       | Compositor                                       | Duración | Productor                                  | Invitado                                         | Fuente                                                     | Fecha | Referencia |
| -- | ---------------------------- | ------------------------------------------------ | -------- | ------------------------------------------ | ------------------------------------------------ | ---------------------------------------------------------- | ----- | ---------- |
| 1  | "Falling In A Deep Hole" *   | Bill Danoff, Taffy Danoff                        | 2:38     |                                            |                                                  | Inédita                                                    | ????  |            |
| 2  | "1917"                       | David Olney                                      | 5:22     | Glyn Johns                                 | Linda Ronstadt                                   | Western Wall: The Tucson Sessions                          | 1999  |            |
| 3  | "Palms of Victory" *         | Tradicional (John B. Matthias)                   | 3:07     | Brian Ahern                                | Dolly Parton, Linda Ronstadt                     | Descarte de Trio                                           | 1978  |            |
| 4  | "Softly And Tenderly" *      | Tradicional                                      | 5:29     | George Massenburg                          | Dolly Parton, Linda Ronstadt                     | Descarte de Trio II                                        | ????  |            |
| 5  | "My Dear Companion"          | Jean Ritchie                                     | 2:56     | George Massenburg                          | Dolly Parton, Linda Ronstadt                     | Trio                                                       | 1987  |            |
| 6  | "Mary Danced With Soldiers"  | Paul Kennerley                                   | 3:06     | Randy Scruggs, Nitty Gritty Dirt Band      | Nitty Gritty Dirt Band                           | Will the Circle Be Unbroken: Volume Two                    | 1989  |            |
| 7  | "I Don't Love You Much Do I" | Guy Clark, Richard Leigh                         | 2:37     | Guy Clark, Miles Wilkinson                 | Guy Clark                                        | Boats to Build                                             | 1992  |            |
| 8  | "All I Left Behind" *        | Emmylou Harris, Kate McGarrigle, Anna McGarrigle | 3:17     |                                            | Kate McGarrigle, Anna McGarrigle, Michele Pepin  | Demo inédita                                               | ????  |            |
| 9  | "I Remember You"             | Steve Earle                                      | 2:51     | Twangtrust                                 | Steve Earle                                      | Jerusalem                                                  | 2002  |            |
| 10 | "Golden Ring"                | Bobby Braddock, Rafe Van Hoy                     | 3:59     | Emmylou Harris, Michele Pepin              | Linda Ronstadt, Anna McGarrigle, Kate McGarrigle | Tammy Wynette Remembered                                   | 1998  |            |
| 11 | "Sonny"                      | Ron Hynes                                        | 4:18     | Donal Lunny                                | Dolores Keane, Mary Black                        | Bringing It All Back Home                                  | 1991  |            |
| 12 | "In The Garden" *            | Tradicional                                      | 2:49     | Daniel Lanois                              |                                                  | Inédita                                                    | 1996  |            |
| 13 | "Love Still Remains"         | Kate Wolf                                        | 4:35     | Nina Gerber                                |                                                  | Treasures Left Behind: Remembering Kate Wolf               | 1998  |            |
| 14 | "Snake Song"                 | Townes Van Zandt                                 | 2:32     | Freddy Fletcher, Eric Paul                 |                                                  | Poet: A Tribute to Townes Van Zandt                        | 2001  |            |
| 15 | "Hobo's Lullaby"             | Goebel Reeves                                    | 2:43     | Emmylou Harris                             |                                                  | Folkways: A Vision Shared                                  | 1988  |            |
| 16 | "Wondering"                  | Joe Werner                                       | 3:03     | Gail Davies                                |                                                  | Caught in the Webb: A Tribute to the Legendary Webb Pierce | 2002  |            |
| 17 | "Immigrant Eyes" *           | Guy Clark, Roger Murrah                          | 3:40     | Paul Kennerley                             |                                                  | Inédita                                                    | 2001  |            |
| 18 | "Juanita"                    | Chris Hillman, Gram Parsons                      | 2:40     | Sheryl Crow, Emmylou Harris                | Sheryl Crow                                      | Return of the Grievous Angel: A Tribute to Gram Parsons    | 1999  |            |
| 19 | "She"                        | Chris Ethridge, Gram Parsons                     | 4:49     | Stephen Street                             | The Pretenders                                   | Return of the Grievous Angel: A Tribute to Gram Parsons    | 1999  |            |
| 20 | "Sin City"                   | Chris Hillman, Gram Parsons                      | 4:00     | Emmylou Harris, Paul Kremen                | Beck                                             | Return of the Grievous Angel: A Tribute to Gram Parsons    | 1999  |            |
| 21 | "Wheels"                     | Chris Hillman, Gram Parsons                      | 3:27     | John Starling, Bill Wolf, The Seldom Scene | The Seldom Scene                                 | 15th Anniversary Celebration, Live at the Kennedy Center   | 1988  |            |

Disco cuatro
| #  | Título                           | Compositor                          | Duración | Productor                       | Invitado                     | Fuente                                         | Fecha | Referencia |
| -- | -------------------------------- | ----------------------------------- | -------- | ------------------------------- | ---------------------------- | ---------------------------------------------- | ----- | ---------- |
| 1  | "Beyond The Blue"                | Beth Nielsen Chapman Gary Nicholson | 4:33     | Buddy Miller, Steve Fishell     | Patty Griffin                | Where the Heart Is: Original Soundtrack        | 2000  |            |
| 2  | "First In Line" *                | Paul Kennerley                      | 3:34     |                                 | John Starling                | Spring Training                                | 1990  |            |
| 3  | "Highway Of Heartache" *         | Carl Jackson                        | 3:04     | Carl Jackson                    | Carl Jackson                 | Spring Training                                | 1990  |            |
| 4  | "Alone And Forsaken"             | Hank Williams Sr                    | 3:31     | Mark Knopfler                   | Mark Knopfler & His Band     | Hank Williams: Timeless                        | 2001  |            |
| 5  | "Child Of Mine"                  | Carole King, Gerry Goffin           | 3:27     | Emmylou Harris                  |                              | Til Their Eyes Shine ... The Lullaby Album     | 1992  |            |
| 6  | "Heaven Ain't Ready For You Yet" | Paul Kennerley                      | 3:56     | Glyn Johns                      |                              | The Legend of Jesse James                      | 1980  |            |
| 7  | "Wish We Were Back In Missouri"  | Guy Humphreys, Paul Kennerley       | 4:03     | Glyn Johns                      |                              | The Legend of Jesse James                      | 1980  |            |
| 8  | "Hungry Eyes"                    | Merle Haggard                       | 3:41     |                                 | Brian Ahern                  | Mama's Hungry Eyes: A Tribute to Merle Haggard | 1994  |            |
| 9  | "Here We Are"                    | Rodney Crowell                      | 2:53     | Billy Sherrill                  | George Jones                 | My Very Special Guests                         | 1979  |            |
| 10 | "Waltz Across Texas Tonight" *   | Rodney Crowell, Emmylou Harris      | 3:43     | Allen Reynolds, Richard Bennett |                              | Sesiones de Cowgirl's Prayer                   | 1993  |            |
| 11 | "Snowin' On Raton" *             | Townes Van Zandt                    | 3:42     | Allen Reynolds, Richard Bennett |                              | Sesiones de Brand New Dance                    | 1990  |            |
| 12 | "Gone" *                         | Liz Meyer                           | 3:37     | Allen Reynolds, Richard Bennett |                              | Sesiones de Cowgirl's Prayer                   | 1993  |            |
| 13 | "Don't Let Our Love Die" *       | Michael Dowling, Alan O'Bryant      | 3:18     | Carl Jackson                    | Carl Jackson                 | Sesiones de Spring Training                    |       |            |
| 14 | "The Pearl"                      | Emmylou Harris                      | 5:19     | Julia Olin                      |                              | Concerts for a Land Mine Free World            | 2000  | En directo |
| 15 | "Wildwood Flower"                | Tradicional                         | 3:47     | Randy Scruggs                   | Randy Scruggs, Iris DeMent   | Crown of Jewels                                | 1998  |            |
| 16 | "Love And Happiness"             | Emmylou Harris, Kimmie Rhodes       | 4:21     | Mark Knopfler, Chuck Ainlay     | Mark Knopfler                | All the Roadrunning                            | 2006  |            |
| 17 | "When We're Gone, Long Gone"     | Kieran Kane, Jamie O'Hara           | 4:01     | George Massenburg               | Linda Ronstadt, Dolly Parton | Trio 2                                         | 1998  |            |

DVD
1. "Together Again" – with The Hot Band, featuring James Burton    (1975)
2. "Making Believe" – with The Hot Band, featuring Albert Lee (1977)
3. "Blue Kentucky Girl" – from PBS' "Soundstage" (1978)
4. "Satan's Jewel Crown" – from PBS' "Soundstage" (1978)
5. "Mr. Sandman" – Promotional video (1981)
6. "I Don't Have To Crawl" – Promotional video (1981)
7. "I Ain't Living Long Like This" – with Spyboy (1998)
8. "Love Hurts" – at the Grand Ole Opry, with Elvis Costello (2005)
9. "Imagine" – from CMT's "Crossroads (200?)
10. "PSA: Emmylou Harris On Animal Rescue"

## Posición en listas
| País           | Lista          | Posición |
| -------------- | -------------- | -------- |
| Estados Unidos | Country Albums | 49       |